# Improvvisamente/Il soldato Giò
Improvvisamente/Il soldato Giò è il 50º singolo di Mina, pubblicato il 27 settembre del 1962 su vinile a 45 giri dall'etichetta Italdisc, che anticipa l'album Renato di fine anno.

## Il disco
Ne esiste una versione promozionale per jukebox (NON in vendita) con identico numero di catalogo.
Copertina ufficiale: fronte e 
retro.
Entrambe le canzoni sono presenti nell'album ufficiale  Renato del 1962 e nella raccolta su CD  Ritratto: I singoli Vol. 2 del 2010.
Tutti e due sono anche stati usati nei caroselli pubblicitari per l'Industria Italiana della Birra, girati alla fine del 1962.
Tony De Vita, che arrangia i due brani, con la sua orchestra accompagna Mina.

## Improvvisamente
È stato scritto espressamente per il film di Mario Mattoli Appuntamento in Riviera (1962), del quale Gianni Ferrio ha composto la colonna sonora.
Anche la canzone Vola vola da me è usata nello stesso film.

## Tracce
Lato A
1. Improvvisamente – 3:36 (testo: Antonio Amurri – musica: Gianni Ferrio; edizioni musicali Curci)

Lato B
1. Il soldato Giò – 2:04 (testo: Ornella Ferrari "Biri" – musica: Vincenzo Di Paola, Sandro Taccani; edizioni musicali C.A.M.)